# Fatal Fury 2
Fatal Fury 2 (餓狼伝説2 新たなる闘い, Garou Densetsu 2: Arata Naru Tatakai au Japon, Fatal Fury 2: The New Battle) est un jeu vidéo de combat en 2D développé et édité par SNK en 1992 sur borne d'arcade Neo-Geo MVS et sur consoles Neo-Geo AES et en 1994 sur Neo-Geo CD (NGM / NGH 047),,,. Le jeu fut adapté sur Mega Drive, PC Engine et Super Nintendo. 
Il s'agit du deuxième épisode de la série Fatal Fury.

## Système de jeu
Fatal Fury 2 approfondit le gameplay du premier épisode avec désormais un système de jeu basé sur quatre boutons et implémente de nouveaux personnages.
Le système de jeu sur deux plans (les combattants sont amenés à passer d'un avant-plan et un arrière-plan) initié par le premier épisode est développé : le joueur peut désormais faire passer son personnage d'un plan à l'autre quand il le désire (en appuyant sur A + B). C'est une caractéristique propre à la série.

## Personnages
Aux côtés des trois personnages jouables du premier épisode — Terry Bogard, son frère Andy et leur ami Joe Higashi — cinq autres personnages jouables font leur apparition.
- Kim Kaphwan, un maître de Taekwondo
- Mai Shiranui, une kunoichi
- Cheng Sinzan aux “pouvoirs psychiques”
- Big Bear, l'alter ego du catcheur Raiden
- Jubei Yamada, un  judoka

Le jeu contient aussi quatre personnages non jouables :
- Billy Kane, déjà présent dans le premier épisode
- Axel Hawk, un boxeur
- Laurence Blood, un matador
- Wolfgang Krauser (ultime boss)

## Versions
Takara a développé et édité les versions Mega Drive et Super Nintendo. Hudson Soft a édité la version PC Engine.
- Console virtuelle (Japon, Amérique du Nord, Europe)